# Globo da morte

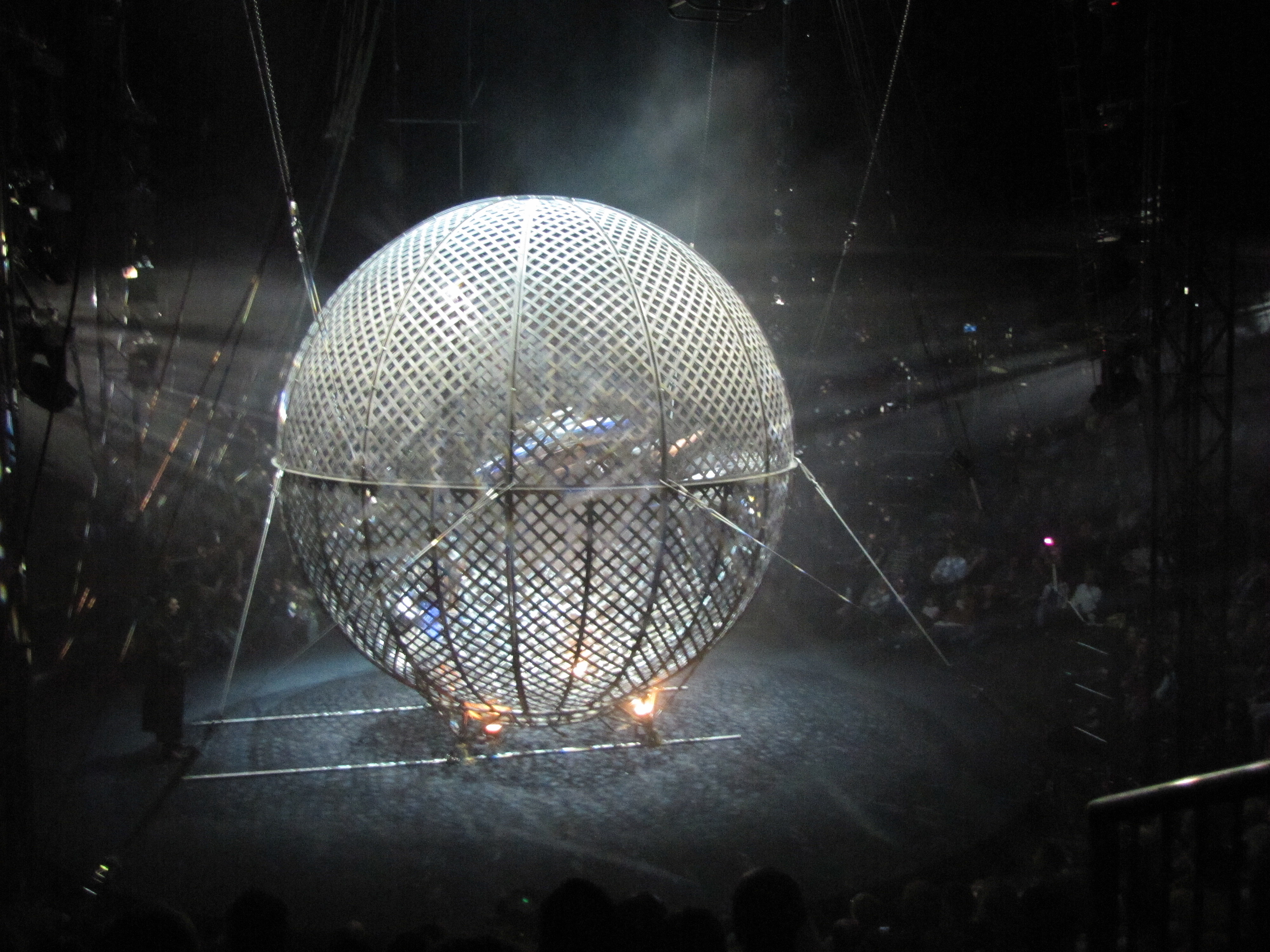
"Flic Flac", 2010

O globo da morte consiste em uma espécie de uma jaula em forma de esfera de aço onde motociclistas, em número variado de pessoas, andam com suas motos por dentro dele. É uma atração costumeiramente usada em apresentações de circo. As apresentações já registraram três mortes relacionadas ao desempenho entre os anos de 1949 e 1997.
O único recorde mundial do globo da morte oficialmente reconhecido pelo Guinness World Records é o de seis pilotos e uma pessoa no centro feito pela equipe Infernal Varanne, no set do Lo Show Dei Record, em Milão, Itália, ocorrido em 13 de abril de 2011.

## Construção do globo
O globo da morte é produzido usando várias seções segmentadas e curvadas de malha soldada onde seções de material são encaixadas e rebitadas. Um painel de aço na parte inferior do globo funciona como um alçapão onde os passageiros e suas motos podem entrar e sair. Embora existam padrões, muitos grupos de motociclistas usam seus próprios globos de vários tamanhos. Embora o globo de 725 quilos e 4,8 metros seja o mais comum, alguns artistas usam tamanhos menores ou maiores com mais de 5 metros.

## Física
Quanto à física do truque, ela está centrada na manipulação da força centrípeta. Essa é a força que age em um objeto enquanto ele se move em um caminho circular. Todas as forças têm uma direção na qual elas empurram, e a força centrípeta é direcionada para o centro do caminho circular. Pode ser calculado usando a seguinte fórmula:
{\displaystyle F_{c}={\frac {m\times v^{2}}{r}}}
Onde:
{\displaystyle F_{c}} é a força centrípeta
{\displaystyle m} é a massa do objeto
{\displaystyle v} é a velocidade na qual o objeto está se movendo
{\displaystyle r} é o raio do caminho circular. O raio de um círculo é a distância do centro do círculo até a borda externa. Tem metade do comprimento do diâmetro.
Para um piloto que deseja completar um loop vertical, a velocidade mínima exigida do piloto é:
{\displaystyle v={\sqrt {g\times r}}}
Onde {\displaystyle r} é o raio da esfera.

## Na cultura popular
- Em The Simpsons Movie, Homer ganha uma caminhonete após fazer um ciclo completo de 360° dentro do globo da morte (depois de falhar em suas primeiras três tentativas).[9]
- No filme de 2012, The Place Beyond the Pines, o personagem de Ryan Gosling realiza o truque do globo da morte com outros dois motociclistas.[10]